# エマニュエル・シャブリエ
アレクシ＝エマニュエル・シャブリエ（Alexis-Emmanuel Chabrier, 1841年1月18日 - 1894年9月13日）は、フランスの作曲家。狂詩曲『スペイン』の作曲者としてよく知られる。

## 略歴
オーヴェルニュ地方のアンベール生まれ。幼い頃からピアノや作曲に興味を示し、とくにピアノの腕前は天才といわれるほどであった。しかし、父親の強い勧めによってパリで法律を学び、内務省に就職した。シャブリエは公務員生活を送る傍ら、フォーレやダンディら作曲家と親交を持ち、独学で作曲の勉強をつづけた。マネ、モネ、セザンヌら画家とも親しく、絵画の収集もしていたという。
1880年、ミュンヘンにおいて、ワーグナーの楽劇『トリスタンとイゾルデ』を観たことで、音楽の道に専念することを決意したという。『トリスタンとイゾルデ』の動機を使った作品として、1886年にアンドレ・メサジェとの共作による4手のためのピアノ曲『ミュンヘンの思い出』が残されている。メサジェには、フォーレと共作した『バイロイトの思い出』（こちらは『ニーベルングの指環』を扱っている）という同趣向の作品もある。シャブリエは39歳で内務省を退職し、作曲家としての活動を本格的に開始した。
1888年にレジオンドヌール勲章のシュヴァリエ章を受賞したが、晩年は麻痺に苦しみ、1894年にパリで病没した。シャブリエは死の床で、パッシー墓地のマネの墓の近くに埋葬してほしいと遺言していたが、モンパルナス墓地に埋葬された。

## 作品の特徴
53年の生涯の中で作曲家としての活動期間は14年と短いこともあり、発表された作品数は限られている。
狂詩曲『スペイン』をはじめとした管弦楽作品やオペレッタなどの作品があり、いずれも独特のリズムに加え、闊達さとユーモアを感じさせる。しかし、シャブリエの本領が最も発揮された分野は、ピアノ音楽と考えられている。その和声は大胆で、音楽史的にもフォーレとともに、次世代のドビュッシー、ラヴェルへの橋渡しの役割を果たしている。

## 主要作品

### オペラ作品
- 喜歌劇『エトワール』（L'étoile,1877年）
- 歌劇『グヴェンドリーヌ（英語版）』（Gwendoline,1885年）
- 喜歌劇『いやいやながらの王様』（1887年）
- 喜歌劇『教育欠如（英語版）』（Une éducation manquée,1879年）

### 管弦楽・協奏的作品
- 狂詩曲『スペイン』（1883年）

1882年、妻とともに4ヶ月間スペインに滞在し、このときの印象をもとに作曲したのが狂詩曲『スペイン』である。6分ほどの短い曲だが、沸き立つようなリズムと歌、輝かしいオーケストレーションに彩られ、初演時から熱狂的に迎えられた。現在も演奏会の重要なレパートリーとなっている。また、スペインを題材にした管弦楽曲としては、ドビュッシーの『イベリア』、ラヴェルの『スペイン狂詩曲』、『ボレロ』などの先駆ともなっている。
- 楽しい行進曲（原曲はピアノ独奏曲、1888年）

晩年に近い1888年に「フランス行進曲」というピアノのための作品として書かれた。仲間たちと徹夜で呑んで朝帰りする際に思いついた曲だという。2年後、「楽しい行進曲」と改題し、自身の手で管弦楽版に編曲した。
- 田園組曲（原曲はピアノ独奏曲、1880年）

ピアノ曲「絵画的小曲集」の中から「牧歌」「村の踊り」「木陰で」「スケルツォ＝ヴァルス」の4曲を選曲し、自身の手で管弦楽用に編曲した。
- ラルゲット（独奏ホルンと管弦楽のための協奏的作品、1875年）

### ピアノ曲
- ブリュノーの想い出（Souvenirs de Brunehaut、1862年）
- シーポイたちの行進（Marche des Cipayes、1863年）
- ワルツの組曲(Suite de Valses、1872年)
- 即興曲（Impromptu、1860年?）
- 絵画的小曲集（Dix Pièces Pittoresques、全10曲、1881年）

1. 風景 (Paysage)
2. 憂鬱 (Mélancolie)
3. つむじ風 (Tourbillon)
4. 木陰で (Sous-bois)
5. ムーア風舞曲 (Mauresque)
6. 牧歌 (Idylle)
7. 村の踊り (Danse villageoise)
8. 即興曲 (Improvisation)
9. 華やかなメヌエット (Menuet pompeux)
10. スケルツォ＝ヴァルス (Scherzo-valse)

- 奇想曲（Capriccio、1883年）
- 3つのロマンティックなワルツ（Trois Valses Romantiques、1883年、2台ピアノ）
- ハバネラ（Habanera、1885年?）
- 気まぐれなブーレ（Bourrée Fantasque、1891年）
- 5曲の遺作（Cinq Pièces pour Piano、1891年）

1. バラビル（Ballabile）
2. アルバムの一葉（Feuillet d'album）
3. オーバード（Aubade）
4. 奇想曲（Caprice）
5. 田舎風のロンド（Rondo champêtre）

- バレエの歌（Air de Ballet、?年）
- ミュンヘンの想い出（Souvenirs de Munich、1985~86年、連弾曲）
  - パンタロン（Pantalon）
  - 夏（Eye）
  - めんどり（Poule）
  - パストゥレル（Pastourelle）
  - ギャロップ（Galop）
- おどけた行列（Cortege burlesqe、1888年?、連弾曲）
- 音楽帳の一頁
- 小さなワルツ（Petite valse、?年）
- 楽しい行進曲（Joyeuse marche）

### 合唱曲
- 音楽への頌歌（女声合唱、1890年）

### 歌曲
- 6つの歌曲（1889年）